# Stockåtjärnarna (Storsjö socken, Härjedalen, 695023-137588)
Stockåtjärnarna är en sjö i Bergs kommun i Härjedalen och ingår i Ljusnans huvudavrinningsområde.